# Kraftwerk Rusfors
Das Kraftwerk Rusfors ist ein Wasserkraftwerk in der Gemeinde Lycksele, Provinz Västerbottens län, Schweden, das am Ume älv liegt. Es ging 1962 in Betrieb. Das Kraftwerk ist im Besitz von Vattenfall und wird auch von Vattenfall betrieben.

## Absperrbauwerk
Das Absperrbauwerk ist ein Erdschüttdamm mit einer Höhe von 22 m. Die Länge der Dammkrone beträgt 940 m. Die Wehranlage mit den zwei Wehrfeldern und das Maschinenhaus befinden sich auf der rechten Seite des Staudamms. Über die Wehranlage können maximal 1600 m³/s abgeleitet werden.
Das Stauziel liegt zwischen 262,5 und 264,8 m über dem Meeresspiegel. Der Stausee erstreckt sich über eine Fläche von 4 km² und fasst 75 Mio. m³ Wasser.

## Kraftwerk
Das Kraftwerk ging 1962 in Betrieb. Es verfügt mit einer Kaplan-Turbine über eine installierte Leistung von 26,6 (bzw. 41 45 oder 49) MW. Die durchschnittliche Jahreserzeugung liegt bei 175 (bzw. 184 oder 205) Mio. kWh.
Die Turbine wurde von Kværner geliefert. Sie leistet 49 MW; ihre Nenndrehzahl liegt bei 71,4 Umdrehungen pro Minute. Die Fallhöhe beträgt 11,1 (bzw. 12 oder 12,3) m. Der maximale Durchfluss liegt bei 450 m³/s.